# Discopyge tschudii
Discopyge tschudii is een rog uit de familie van de stroomroggen (Narcinidae). De soort komt voor in de Atlantische Oceaan voor de kust van Brazilië, en in de Grote Oceaan voor de kust van Chili en Peru op een diepte van 5 tot 165 m.

## Kenmerken
De soort wordt hoogstens 53,8 cm lang.

## Belang voor de mens
Deze rog is bijvangst van de boomkorvisserij en is voor de visserij van weinig waarde.

## Bedreigingen
De boomkorvisserij neemt sterk toe in het gebied waar de soort veel voorkomt. Er zijn echter geen gegevens over de vangsten van deze roggen. De soort staat daarom als 'gevoelig' (near threatened) op de internationale Rode Lijst van de IUCN.

## Voetnoten
1. 1 2  (en) Discopyge tschudii op de IUCN Red List of Threatened Species.
2. ↑  Massa, A., Hozbor, N. & Lamilla, J. 2004. Discopyge tschudii. In: IUCN 2010. IUCN Red List of Threatened Species. Version 2010.1. <www.iucnredlist.org>. Downloaded on 02 April 2010.